# つるのうたベスト
『つるのうたベスト』は、2013年11月20日にポニーキャニオンから発売されたつるの剛士のカバーベストアルバムである。

## 概要
2009年に発売された『つるのうた』と『つるのおと』、2012年に発売された『つるのうた2』内からセレクトされた楽曲と新録された3曲（その内2曲は先行配信されている）を収録したつるの初のカバーベストアルバム。
DVDには、今まで行われたライブから選ばれた19曲のベストライブ映像とアルバムのリード曲になった5曲のMUSIC VIDEOが収録されている。

### CDタイプ
- CD＋DVD（PCCA-03931）
- CD（PCCA-03932）

## 収録楽曲
※収録：『つるのうた』…☆、『つるのおと』…★、『つるのうた2』…○

### CD
1. M / プリンセス プリンセス (1988年) : ☆
  - 作詞:富田京子、作曲:奥居香
2. 未来予想図II / DREAMS COME TRUE (1989年) : ★
  - 作詞・作曲:吉田美和
3. for you… / 髙橋真梨子 (1982年) : ○
  - 作詞:大津あきら、作曲:鈴木キサブロー
4. 逢いたくていま / MISIA (2009年)
  - 作詞:MISIA、作曲:佐々木潤
5. 時の流れに身をまかせ / テレサ・テン (1986年) : ○
  - 作詞:荒木とよひさ、作曲:三木たかし
6. 最後の雨 / 中西保志 (1992年) : ☆
  - 作詞:夏目純、作曲:都志見隆
7. パパ / プリンセス・プリンセス (1989年) : ○
  - 作詞:中山加奈子、作曲:奥居香
8. スローモーション / 中森明菜 (1982年) : ○
  - 作詞:来生えつこ、作曲:来生たかお
9. Get Along Together / 山根康広 (1993年) : ○
  - 作詞・作曲:山根康広
10. あなたに逢いたくて〜Missing You〜 / 松田聖子 (1996年)
  - 作詞:Seiko Matsuda、作曲:Seiko Matsuda & 小倉良
11. ラヴ・イズ・オーヴァー / 欧陽菲菲 (1979年) : ★
  - 作詞・作曲:伊藤薫
12. オリビアを聴きながら / 杏里 (1978年)、尾崎亜美 (1980年) : ☆
  - 作詞・作曲:尾崎亜美
13. シングルベッド / シャ乱Q (1994年) : ○
  - 作詞:つんく、作曲:はたけ
14. さよならの向う側 / 山口百恵 (1980年) : ★
  - 作詞:阿木燿子、作曲:宇崎竜童
15. 糸 / 中島みゆき (1992年)
  - 作詞・作曲:中島みゆき

### DVD
1. ベストライブ映像
  1. スローモーション
  2. for you…
  3. サイレント・イヴ
  4. プライマル
  5. レイニー・ブルー
  6. 未来予想図II
  7. 何もかも君だった
  8. オリビアを聴きながら
  9. WINDING ROAD
  10. 君となら
  11. 笑顔のまんま
  12. 夢
  13. 翳りゆく部屋
  14. いい日旅立ち
  15. スローなブギにしてくれ
  16. ジョニィへの伝言
  17. さよならの向う側
  18. M
  19. 心の瞳
2. MUSIC VIDEO 
  1. M
  2. 永遠
  3. 未来予想図II
  4. for you…
  5. パパ

## 演奏
- つるの剛士
  - Vocal
  - Background Vocal (#1.6.12)
- 設楽博臣：Guitar (#1)
- 小島康修：All Other Instruments (#1)
- 松浦晃久：All Other Instruments (#1)
- 上杉洋史：Computer Programming, Piano, Keyboards (#2.11)
- 西川進：Guitar (#2)
- 上杉佳弥：Bass (#2.11)
- 弦一徹ストリングス：Strings (#2.11)
- 梶原健生
  - Electric Guitar (#3.5.7)
  - Acoustic Guitar (#7)
- 五十嵐勝人：Acoustic Guitar (#3.5)
- 島本道太郎：Bass (#3.5)
- 渋谷憲：Drums (#3.5.7)
- 岡村美央ストリングス：Strings (#3.5.14)
- 井出泰彰
  - Acoustic Piano (#3)
  - Electric Piano, Programming (#3.8)
  - Piano, Tambourine (#5)
  - Shaker (#3.5)
  - Computer Programming, Keyboards, Bass (#14)
- ただすけ：Piano & Programming (#4.10)
- 渡辺具義：Guitar (#4.10)
- 石村順：Bass (#4)
- 宮良直哉：Drums (#4)
- 真部裕
  - 1st Violin (#4.15)
  - Violin (#10)
- 漆原直美、氏川恵美子、岡部憲：1st Violin (#4)
- 金子芳子、降旗貴雄、高木祐香：2nd Violin (#4)
- 柳原有弥：2nd Violin (#4.15)
- 渡部安見子、金考珍：Viola (#4)
- 堀沢真己：Cello (#4)
- 遠藤益民：Cello (#4.5)
- 石成正人：Guitar (#6.12)
- REO：All Other Instruments (#6.12)
- 岸谷香：Background Vocal (#7)
- 川渕文雄：Bass (#7)
- 吉野ユウヤ：Piano (#7)
- 朝三憲一：Electric Guitar (#8)
- 高間有一：Bass (#8)
- 高尾俊行：Drums (#8)
- 中西亮輔：Strings Arrangement & Programming (#9)
- 木島靖夫：Electric Guitar (#9)
- 室屋光一郎：Violin, Viola (#9)
- 三宅博文：Bass (#10)
- 石井芳明：Drums (#10)
- 日高恵一：Guitar (#11)
- nappo & eri：Background Vocals (#11)
- 山口寛雄：Bass (#12)
- 板垣祐介：Electric Guitar & Programming (#13)
- 石崎光：Guitar (#14)
- Luis Valle：Trumpet (#14)
- 鹿討奏：Trombone (#14)
- 竹上良成：Sax (#14)
- 中村圭作：Piano (#15)
- 會田茂一：Lap Steel Guitar (#15)
- 田中秀基：Bass (#15)
- 柏倉隆史 (toe, the HIATUS)：Drums (#15)
- 生野正樹：Viola (#15)